# Yahari Ore no Seishun Love Come wa Machigatteiru
Yahari Ore no Seishun Love Come wa Machigatteiru (やはり俺の青春ラブコメはまちがっている。 lit. Mi comedia romántica juvenil está mal, como lo esperaba.?) también conocido como Hamachi (はまち?) u Oregairu (俺ガイル?), o como My Youth Romantic Comedy Is Wrong, As I Expected o My Teen Romantic Comedy SNAFU en inglés, es una novela ligera japonesa escrita por Wataru Watari e ilustrada por Ponkan8. Cuenta con 17 volúmenes en total, todos publicados en la editorial Shōgakukan bajo su sello Gagaga Bunko.
La serie cuenta con una adaptación al manga escrita por Wataru Watari y con ilustraciones de Rechi Kazuki, además de haber realizado otra adaptación del manga estilo cómic y dos volúmenes de antología. Ambas adaptaciones de manga cuentan con 22 volúmenes en total. Se hizo una adaptación al anime producida por Brain's Base que comenzó a emitirse el 4 de abril de 2013 y finalizó el 28 de junio de 2013.
El 19 de septiembre de 2013 se lanzó un videojuego titulado Yahari Game demo Ore no Seishun Love Come wa Machigatteiru que fue publicado por la compañía 5pb. para consolas PlayStation Vita. Después del lanzamiento del 9.º volumen de la novela ligera se anunció una segunda temporada del anime titulada "Yahari Ore no Seishun Love Come wa Machigatteiru. Zoku", ahora producida por el estudio Feel, se emitió entre el 2 de abril y el 26 de junio de 2015, que cuenta con 13 capítulos y 1 OVA, además de que se lanzó otro videojuego llamado Yahari Game demo Ore no Seishun Love Come wa Machigatteiru. Zoku.
Una tercera temporada del anime se iba estrenar el 9 de abril de 2020 con el título de "Yahari Ore no Seishun Love Come wa Machigatteiru: Kan". Pero fue postergado debido a la pandemia de COVID-19. Más adelante, la página oficial comunicó mediante un segundo video promocional la fecha de lanzamiento para Japón el 9 de julio de 2020 y el lanzamiento internacional el mismo día en la plataforma Prime Video. En Latinoamérica la serie completa (sin OVA) fue licenciada por Crunchyroll.Un año después de la finalización de la tercera y última temporada del anime, en el evento "OreGairu Fes. -FINAL-" se anuncia un nuevo proyecto titulado "Yahari Ore no Seishun Love Comedy wa Machigatteiru. Ketsu"y también un OVA final que se incluiria en el nuevo videojuego de la franquicia llamado Yahari Game Demo Ore no Seishun Love Come wa Machigatteiru. Kan.El OVA fue lanzado el 27 de abril del 2023 junto con el videojuego, dando fin a la adaptación al anime.

## Sinopsis
La historia se desarrolla en torno a un solitario estudiante de Preparatoria llamado Hachiman Hikigaya, quien tiene una cínica visión de la vida. Cuando ve a sus compañeros de clase hablando alegremente de sus vidas adolescentes, él murmura que son todos unos mentirosos. Cuando le preguntan por sus sueños para el futuro, su respuesta es: “no trabajar”.
Para ayudarlo a encajar con la sociedad, su profesora Shizuka Hiratsuka lo obliga a unirse al “Club de servicio escolar”, en el que resulta que también está apuntada una chica hermosa y popular llamada Yukino Yukinoshita, quien es tan solitaria como Hachiman.
Ambos ofrecerán su ayuda y asesoramiento a quien lo solicite, como parte del trabajo del Club de servicio voluntario, conociendo así a personas como Yui Yuigahama, que termina por unirse al Club. Mientras más pasa el tiempo y más problemas enfrentan, los miembros del Club se verán envueltos en situaciones donde tendrán que dar una respuesta no solo a los problemas de los demás, sino a sus propios problemas y sus propios sentimientos.

## Personajes

### Club de servicio escolar
Hachiman Hikigaya (比企谷 八幡 Hikigaya Hachiman?)
Seiyū: Takuya Eguchi
Hachiman es el protagonista de la historia. Es un estudiante inteligente aunque solitario de la clase 2F en la Secundaria Sōbu, no tiene amigos y es pragmático en extremo. Una de sus características más destacadas es que tiene los "ojos como de un pez muerto". Él cree firmemente que "la juventud" no es más que una ilusión creada por hipócritas nacidos de las cenizas de los fracasos del pasado; esto se debe en gran medida a los desengaños que ha sufrido toda su vida por parte de sus compañeros cuando intentaba hacer amigos o le gustaba una chica y siempre acababa recibiendo el desprecio de los demás.
En este estado de aparente corrupción, él es forzado a unirse al Club de servicio voluntario por su profesora con la esperanza de que al exponerlo a la sociedad, él pueda cambiar su personalidad, o que en última instancia se haga una mejor persona. Él ocupa el tercer lugar de mejor promedio en la escuela para las materias teóricas, pero es muy malo en ciencias. Hachiman ha adoptado el papel de insignificante (aunque tiene una alta autoestima) y por lo tanto está dispuesto a asumir el rol de villano para mantener felices a los demás. Yui lo llama cariñosamente por el sobrenombre de "Hikki".
En el primer día de clases, de camino a la escuela secundaria, se vio involucrado en un accidente automovilístico cuando intentó salvar un perro de ser atropellado, (el perro de Yui), lo que dio lugar a una estancia de 3 semanas en el hospital. Él piensa que los sentimientos de Yui hacia él son por culpa, por lo tanto indirectamente rechazó a Yui, pensando que solo le causaría problemas a ella. También se distanció de Yukino después de darse cuenta de que el coche que se estrelló contra él le pertenecía a ella. En ambos casos, hicieron las paces con él luego de arreglar los malentendidos.
Yukino Yukinoshita (雪ノ下 雪乃 Yukinoshita Yukino?)
Seiyū: Saori Hayami
Yukino es una estudiante de la clase 2J y es la líder del Club de servicio voluntario, ya que era la única miembro del club hasta que se unió Hachiman. Ella es de una familia rica, es inteligente, hermosa y es conocida como la "Belleza Helada" por su actitud gélida. Debido a su popularidad entre los chicos, ella es la envidia de la mayoría de las chicas y se disgusta porque esas chicas quieren socavar su lugar en vez de mejorarse a sí mismas, por lo tanto ella tiene pocos amigos.
Tiene un retorcido sentido de la "obligación de nobleza" y cree que es el deber de la gente excepcional (en otras palabras, ella misma) el ayudar a las "ovejas perdidas" del mundo. Su personalidad a menudo la lleva a sentir asco por la ingenuidad de los demás, especialmente de Yui y no duda en demostrarlo. A pesar de esto, Yui la llama cariñosamente con el sobrenombre de "Yukinon". Reconoce a Hachiman del accidente con el automóvil, pero mintió al respecto cuando Hachiman se unió al Club de servicio voluntario. Su relación con Hachiman es tendiente a Tsundere y abusa verbalmente de él en cada ocasión que se presenta, a lo que Hachiman responde flemáticamente. Después del festival cultural, todavía no reconoce a Hachiman como amigo, solo califica como un conocido. Más adelante en la historia, comienza a desarrollar sentimientos por Hachiman, llegando a llorar tras ver los constantes suicidos sociales que este realizaba en los trabajos del club y a su vez, él descubre su verdadero ser, siendo insegura gracias a la presión que impone su familia sobre ella.
Yui Yuigahama (由比ヶ浜 結衣 Yuigahama Yui?)
Seiyū: Nao Tōyama
Yui es una compañera de clase de Hachiman. Ella es una chica alegre, extrovertida, y se convierte en la primera "cliente" del Club de servicio voluntario, pidiéndoles que la ayuden a cocinar y hornear galletas para "cierta persona". Sus problemas no radican en su personalidad, sino en su incapacidad para expresarse por miedo a perder amigos y por lo tanto admira a Yukino y a Hachiman que son capaces de expresar sus verdaderos sentimientos.
Cree que el talento es innato y frecuentemente aspiraba a ser como los demás hasta que Yukino cambió su forma de pensar. Después de su experiencia con el Club de servicio voluntario, Yui comienza a asistir a las sesiones del club después de la escuela, a pesar de las objeciones que hace Yukino las primeras veces que va al club por cuenta propia, hasta que se hace miembro del club. En su clase, Yui es miembro del grupo de amigos de Hayato, pero no tiene ni voz ni voto en los asuntos del grupo ya que ella es a menudo abrumada por las preguntas y órdenes de Yumiko. Yui tiene sentimientos hacia Hachiman desde que salvó a su perro en su primer día de clases de la escuela secundaria.

### Clase 2F
Saika Totsuka (戸塚 彩加 Totsuka Saika?)
Seiyū: Mikako Komatsu
Saika es miembro del club de tenis que tiene una apariencia andrógina pero prefiere que los demás no confundan su género. Es llamado "El Príncipe" por sus compañeras de clase. En su primer encuentro, Saika le pidió a Hachiman que se uniera al club de tenis, pero él fue rechazado por Yukino. Entonces Saika le pide al Club de servicio voluntario que lo ayuden a mejorar sus habilidades en el tenis. Con el tiempo se convirtió en una de las pocas personas en la clase 2F que habla con Hachiman, incluso llamándolo por su primer nombre y a menudo pasa el tiempo con él. Hachiman y varios compañeros más se sienten atraídos por él pero no en un sentido romántico, sino platónico por la manera en que se desenvuelve, lo que aumenta su apariencia femenina.
Hayato Hayama (葉山 隼人 Hayama Hayato?)
Seiyū: Takashi Kondo
Hayato es un amigo de la infancia de Yukino, es una figura central en la clase 2F y el as del club de fútbol. Es extremadamente amable con otras personas, entre ellas Hachiman y a menudo ofrece su ayuda a los demás. Sin embargo, afirma que nunca podrá forjar una buena relación con él, ya que a pesar de que comprende los actos de "suicidio social" que él hace para ayudar a las personas, no está de acuerdo en la manera en la que lo hace. Aun así, aceptó sus consejos cuando este le recomendó marginarse temporalmente de su grupo de amigos para que estos generaran lazos entre sí y cuando le pidió que hiciera de villano e intimidara a las niñas de primaria en el campamento para ayudar a Rumi Tsurumi que era relegada; a pesar de las fricciones entre los dos, no solo reprueba los actos de Hachiman porque son hirientes hacia el resto, sino también porque al ser uno de los pocos que comprende que este solo finge ser el villano, sabe que se sacrifica a sí mismo por bienestar del resto, cosa que no le agrada en absoluto.
Hayato y Yukino tienen algo de tensión en su relación, debido a un incidente en el pasado en el que Yukino estaba siendo marginada o intimidada y él no hizo nada por protegerla. Debido a la intervención de Hachiman, termina haciendo las paces con Yukino y comprende que ella siente algo por Hachiman, sin que éste lo note. Se sospecha que tuvo sentimientos románticos hacia Yukino.
Yumiko Miura (三浦 優美子 Miura Yumiko?)
Seiyū: Marina Inoue
Yumiko es la chica más popular de la clase 2F, por lo que tiene una personalidad pomposa. Ella es la principal figura femenina en el grupo de amigos de Hayato. Debido a su popularidad, ella no tiene problemas para hacer amigos y por lo tanto tiene poco o nada de comprensión hacia las personas que tienen problemas sociales. Ella reprende todo lo que no entiende diciendo "eso no tiene sentido".
Contrario a las expectativas, a pesar de la dura relación que tiene con Yukino y el club, no tiene problemas en trabajar con ellos y ayudarlos, porque muchas veces acaban en un mismo grupo o asistiéndolos junto al resto de sus amigos. Está enamorada de Hayato.
Hina Ebina (海老名 姫菜 Ebina Hina?)
Seiyū: Nozomi Sasaki
Hina es una fujoshi de la clase 2F y está en el grupo de amigos de Hayato. Ella tiene la costumbre de hablar mucho acerca de su afición cuando se excita, por lo que generalmente es evitada por sus compañeros de clase ya que desde su perspectiva, donde hay dos o más hombres reunidos obligatoriamente se están llevando a cabo relaciones intimas homosexuales. Aunque suele mostrarse tranquila y solemne cuando esta en silencio, en cuanto tiene oportunidad de hablar de yaoi pierde la compostura y el control, por lo que Yumiko, única que puede controlarla, se encarga de frenarla.
Hina se entera de los sentimientos de Kakeru hacia ella durante la excursión de la escuela, pero no quiere comprometerse en una relación por el momento, debido a su falta de confianza. Por lo tanto le pide a Hachiman que la ayude y así mantener el statu quo, por lo que él la ayuda.
Saki Kawasaki (川崎 沙希 Kawasaki Saki?)
Seiyū: Ami Koshimizu
Saki es una compañera de clases de Hachiman que aunque parece una delincuente, en el fondo quiere hacer amigos. Ella se preocupa profundamente por su hermano y por eso ella mintió sobre su nombre y edad para trabajar de noche en empleos a tiempo parcial con el fin de pagar la escuela y la universidad y así reducir la carga de su familia. Después de que su hermano le pidió ayuda al Club de servicio voluntario, fueron hasta su lugar de trabajo y se enteraron de sus motivos detrás de sus trabajos por la noche. Ella decide dejar de trabajar después de que Hachiman le sugiere que aspire a una beca.
Kakeru Tobe (戸部 翔 Tobe Kakeru?)
Seiyū: Chado Horii
Kakeru es miembro del grupo de amigos de Hayato. Él está en el club de fútbol. Kakeru tiene sentimientos por Hina y es el único chico en la clase que apoyó el guion de Hina para el festival cultural. Durante la excursión de la escuela, tiene la intención de confesar sus sentimientos a Hina, y por lo tanto solicita ayuda al Club de servicio voluntario. Sin embargo, como Hachiman entiende la postura actual de Hina de no formar una relación, él piensa que lo que está roto no puede ser reparado y decide confesarse a Hina delante de Kakeru. El rechazo de Hina a Hachiman detuvo correctamente los intentos de Kakeru de confesarle sus sentimientos a Hina y por lo tanto se mantuvo el statu quo.
Yamato (大和 Yamato?)
Seiyū: Yoshihisa Kawahara
Yamato es un miembro del grupo de amigos de Hayato y es descrito por este como alguien "callado pero muy confiable", lo que Yukino traduce como "de poca personalidad y torpe". Está en el club de rugby.
Ōoka (大岡 Ōoka?)
Seiyū: Minoru Shiraishi
Ōoka es un miembro del grupo de amigos de Hayato, descrito por este como "considerado con los demás y que le gusta ayudar", lo que Yukino traduce como un "oportunista que se preocupa por la opinión de los demás". Está en el club de béisbol.
Minami Sagami (相模 南 Sagami Minami?)
Seiyū: Minako Kotobuki
Minami es la líder del segundo grupo más influyente en la clase 2F y guarda rencor hacia Yui, quien era amiga de ella en su primer año de secundaria, por estar en un grupo superior. Se ofreció a ser la organizadora de eventos para el festival cultural con el fin de mostrarse como alguien capaz, aunque en realidad no posee lo necesario para ese tipo de labores y por lo tanto pide ayuda al Club de servicio voluntario. Yukino asume el papel de asistente del organizador de eventos del festival cultural demostrando gran habilidad y dominio logrando llevar la planificación del festival cultural a que sea un éxito. Minami confiada de esto se desliga de sus responsabilidades para divertirse, cargando todo su trabajo a Yukino al punto de hacer que colapsara su salud, esto hizo que Hachiman la expusiera y humillara frente al resto del comité organizador causando que se deprimiera y se negara a acoger la ceremonia de clausura, casi arruinando el cierre de las actividades. Sin embargo, Hachiman le hizo una feroz reprimenda, convirtiéndose a sí mismo en el villano de la situación y así cambiando la culpa de Minami, por lo que ella asistió a la ceremonia de clausura, haciendo que el festival cultural terminase exitosamente.

### Otros personajes
Shizuka Hiratsuka (平塚 静 Hiratsuka Shizuka?)
Seiyū: Ryoka Yuzuki
Shizuka es profesora titular del curso de Hachiman, profesora de idiomas que hace de asesora para su futuro, consejera y además es la consultora del Club de servicio voluntario. Es consciente de los supuestos "problemas" de Hachiman y toma medidas para asegurarse que se libere de ellos, por lo que su primer paso es obligarlo a unirse al Club de servicio voluntario. Sin embargo, parece tener algunas peculiaridades: es una fumadora joven, es muy sensible acerca de su edad, su estado de soltería o las provocaciones de Hachiman, que suele responder con feroces golpes y a menudo es propensa a citar o copiar escenas de populares mangas shōnen.
Nunca se acuerda de tocar la puerta antes de entrar en el salón del Club de Servicio voluntario, para el disgusto de Yukino. Después del incidente en el festival cultural, le dice a Hachiman que ayudar a los demás no debe ser un motivo para hacerse daño a sí mismo, ya que hay otros que sienten dolor al verlo a él "herido".
Komachi Hikigaya (比企谷 小町 Hikigaya Komachi?)
Seiyū: Aoi Yūki
Komachi es la hermana menor de Hachiman. A diferencia de su hermano, es alegre, enérgica y es miembro del consejo estudiantil de su escuela, su rostro es muy similar al de su hermano pero carece de la mirada de ojos como de un pez muerto lo que hace más agradable su aspecto. Entiende que su hermano tiene una personalidad "corrupta" pero aun así lo cuida y lo apoya siempre. Mientras que es muy unida a su hermano, muestra astucia e inteligencia al tratar de emparejar a Hachiman con Yukino o con Yui. En el volumen 12 es aceptada en la misma escuela que Hachiman y muestra madurez en su personalidad.
Yoshiteru Zaimokuza (材木座 義輝 Zaimokuza Yoshiteru?)
Seiyū: Nobuyuki Hiyama
Yoshiteru es un estudiante de la clase 2C que sufre de chūnibyō. Ve a Hachiman como amigo después que fue su pareja durante las clases de educación física. A pesar de ser molesto, tiene un grupo de amigos otakus con los que está en buenos términos. Su objetivo es ser un escritor de novelas ligeras y Hachiman suele hablar con él cuando intenta comprender los sentimientos de otras personas o cuando necesita un punto de vista anormal de las cosas.
Haruno Yukinoshita (雪ノ下 陽乃 Yukinoshita Haruno?)
Seiyū: Mai Nakahara
Haruno es la hermana mayor de Yukino, quien destaca aún más que ella. Sin embargo, a diferencia de Yukino, ella muestra una buena actitud hacia los demás, incluso si tiene que mentir acerca de sus verdaderos sentimientos la mayor parte del tiempo. Mientras Yukino mantiene una fuerte animosidad hacia su hermana, Haruno ve que su hermana está constantemente tratando de superarse para ser como ella, cosa que le molesta ya que desea que Yukino sea ella misma y no se empeñe en imitarla.
La relación Haruno-Hachiman es complicada en el sentido de que él la considera una mujer con una fuerte tendencia a aparentar ser alegre, reconociendo que todo es solo una fachada (aspecto que Yukino reconoce después de escucharlo mencionarlo en una ocasión). Haruno trata a Hachiman como un nuevo juguete para entretenerse y a menudo dice que él es muy divertido. No obstante Hayato cree que va más allá que sólo entretenimiento.
Taishi Kawasaki (川崎 大志 Kawasaki Taishi?)
Seiyū: Ayumu Murase
Taishi es el hermano pequeño de Saki y es compañero de clases de Komachi. Él está en buenos términos con Komachi y se preocupaba porque Saki llegaba tarde a su casa todas las noches. En el volumen 12 es aceptado en la misma escuela que Hachiman y Saki.
Rumi Tsurumi (鶴見 留美 Tsurumi Rumi?)
Seiyū: Sumire Morohoshi
Rumi es una estudiante solitaria de la escuela primaria que es despreciada abiertamente por sus compañeros. En un principio Hayato trató de resolver la situación hablando con ella delante de sus compañeros de clase, pero en vez de arreglar las cosas, atrajo la atención a ella y le añadió más odio por parte de sus compañeros. Después de mucha discusión, Hachiman y compañía decidieron que la única manera de ayudarla era destruir la confianza entre sus pares, a través de hacer que Hayato y Kakeru actuaran como matones amenazando al grupo de compañeras de Rumi en la prueba de coraje y así exponer su naturaleza egoísta entre sí, lo que impediría más actos organizados de burlas hacia Rumi. Sin embargo, ella difícilmente tuvo amigos después de eso.
Vuelve a aparecer en el volumen 10 durante un evento realizado por la escuela de Hachiman, donde se revela que aunque le cuesta hacer contacto con otros, intenta mejorar en ello y siente admiración hacia Hachiman.
Meguri Shiromeguri (城廻 めぐり Shiromeguri Meguri?)
Seiyū: Azumi Asakura
Meguri es la presidenta del consejo estudiantil de la Secundaria Sōbu. A pesar de que no tiene confianza en sí misma como líder, su personalidad le ha traído el inmenso apoyo de los consejeros y por lo tanto ella es capaz de unir al consejo estudiantil. Le confiesa a Hachiman que soñaba con que los miembros del Club de Servicio pasaran a ser parte del consejo estudiantil, cosa que se ve frustrada después de la victoria de Isshiki.
Iroha Isshiki (一色 いろは Isshiki Iroha?)
Seiyū: Ayane Sakura
Iroha es una estudiante de primer año, capitana del equipo de fútbol de la escuela, mismo club de Hayato, del cual está enamorada. Fue recomendada como presidenta del consejo estudiantil, pero en contra de su voluntad. Ella se niega rotundamente a tomar el puesto y solicita la ayuda del Club de servicio voluntario para que no sea elegida. Con el tiempo ella acepta el papel de ser la presidenta del consejo estudiantil después de que Hachiman tomo acciones en el asunto debido a que su club estaba en riesgo a desaparecer cuando Yukino tomo la decisión de postularse como candidata, como medida para solucionar la petición al club. Hachiman la considera peligrosa y tiende a compararla con su hermana, pero con recelo, por eso mismo su trato con ella es distinto. Ella usa como excusa el hecho de que fue Hachiman quien la cargo con el puesto de la presidencia, y de igual manera Hikigaya se siente responsable por ella. Al ver el tipo de relación que estos dos tienen, Yukino y Yuigahama tienen una reacción de sorpresa. Está implícito que puede tener sentimientos hacia Hachiman y se molesta cuando este le dice que la ve como una hermana menor.
Kaori Orimoto (折本 かおり Orimoto Kaori?)
Seiyū: Haruka Tomatsu
Kaori fue una compañera de clase de Hikigaya en la secundaria, a quien él se le confesó en el pasado y fue rechazado. Ella está interesada en conocer a Hayato, el cual al ver su actitud hacia Hachiman, les responde con odio y deja que pasen Yukino y Yui en la discusión. Después del incidente con Hayama se acerca más a Hachiman en los eventos que sus escuelas hacen en conjunto y confirma que quiere ser su amiga.
Tamanawa (玉縄?)
Seiyū: Satoshi Hino
Tamanawa es el presidente del consejo estudiantil de Kaihin High School. Posee una buena comunicación con los miembros del consejo estudiantil, sin embargo no es un líder que toma decisiones rápidas y acude a los demás miembros para un beneficio grupal respecto a un proyecto. Cada vez que se expresa realiza un movimiento de manos.

## Producción
Luego de terminar su primera novela ligera sobre samuráis, Ayakashigatari, el autor Wataru Watari fue alentado por su editor Hironori Hoshino a desarrollar una nueva historia que «pudiera ser un éxito», pero teniendo de protagonista a un chico cínico. Sobre la dinámica en las interacciones entre Hachiman y Yukino, Watari tenía visualizado acentuar sus motivaciones distintas, introduciendo a Yui como una forma de retratar su visión de «la percepción paradójica en las interacciones sociales». Sobre el concepto de la novela, Watari lo describe como una representación de la dificultad antinatural de la comunicación, aclarando que no trata sobre la omisión de las palabras, algo que es más frecuente en la sociedad japonesa; sino sobre personas que hablan mucho, pero cuyo significado en sus palabras no logran ser entendidas.
Sobre el uso de locaciones de Chiba y sus experiencias como estudiante, Watari rememora que su breve paso por el club de voleibol y la relación jerárquica con sus superiores fue una de las razones para desconectarse de la vida escolar, optando por trabajar medio tiempo en un restaurante y teniendo un complejo por no adaptarse al ambiente, prefiriendo el contacto con pocos amigos. Al momento de escribir el primer volumen, Watari no tenía planeado una continuación, rápidamente formando una idea aproximada de la historia hasta llegar al sexto volumen. Cuando empezó la novela, nota haber empatizado más con el personaje de Hachiman, pero al pasar los años fue cambiando a la Profesora Hiratsuka; aunque aclarando que su personaje favorito es Komachi, debido a la facilidad de poder escribir sus diálogos.

Por lo general, hablamos entre nosotros y usamos las mismas palabras, pero a menudo no transmitimos nuestros mensajes con éxito y en Oregairu quería describir cómo se reciben estas palabras de manera diferente. Incluso mirándote a ti mismo con el tiempo, incluso la misma palabra puede significar cosas diferentes dependiendo de quién eras
 cuando las usaste.
Wataru Watari en una entrevista brindada a Yen Press

Watari afirma haber imaginado la historia comenzando con Hachiman y Yukino, como si fuera una "ruta real" desde el principio mencionando que no importa qué pase en los demás arcos, Yukino tiene un lugar especial en el corazón de Hachiman como si fuera una persona del destino, en cierto sentido. Sobre Haruno y su relación con Yukino, Watari lo visualiza como un amor retorcido, mencionando que esto viene de su madre comparando la relación Haruno-Yukino con la que tenían su madre y sus hermanos la cual él describe como amigable pero que a veces, pueden ser horrible el uno con el otro. Una particularidad de Watari es que utiliza a Komachi como foto de perfil en sus redes sociales, según él para ser un mensajero de paz y no elegir entre ningún bando.

## Recepción
A menudo la obra es vista como una excentricidad dentro de su género ya que integra dinámicas de personajes más fundamentadas en lo que está acostumbrado una comedia romántica escolar, siendo señalada como una obra contemporánea extremadamente densa en diálogos y con arquetipos relacionados con la vida en sociedad tales como el distanciamiento social, las utopías, la codependencia y la búsqueda de la felicidad entre otras. Yahari Ore no Seishun Love Come wa Machigatteiru cuenta con una importante cantidad de seguidores de la obra dentro de Japón siendo incluso tendencia número uno en Twitter Japón durante el episodio final de la tercera temporada.Para abril de 2021, la obra ya contaba con más de 10 millones de copias en circulación.En 2014 y 2015 obtuvo el reconocimiento del libro de guía anual Kono Light Novel ga Sugoi! como mejor novela ligera siendo elegidos en otras categorías también, Hachiman fue elegido en la categoría Mejor Personaje Masculino en 2014 y 2015, Yukino como Mejor Personaje Femenino en 2015 y Ponkan8, el artista de la obra, como Mejor Ilustrador en 2015. Posteriormente, la guía anual decide retirarla como opción en sus votaciones a partir de la siguiente edición por ser “demasiado popular” e incluirla en su salón de la fama.En el evento Machi Asobi realizado por la revista Newtype se anuncian los resultados del Newtype Anime Awards 2015 donde la obra gana en 3 categorías, Male Character Award (Hachiman Hikigaya), Female Character Award (Yukino Yukinoshita) y Male Seiyuu Award (Takuya Eguchi como Hachiman). En 2015 y 2020 obtiene el reconocimiento como Anime of the Season de los Summer Anime Trending Awards realizados por la encuestadora de tendencias Anime Trending siendo elegidos en otras categorías de dicha premiación tales como Favorite Romance, Favorite Drama y Favorite Slice of Life (todos ellos en la edición 2020). En la segunda y séptima edición de los Anime Trending Awards fue reconocida como Sequel of the Season (2015 y 2016),Best in Voice Cast y Romance Anime of the Year (2020).A su vez, Hachiman fue ganador del primer Anime Trending All-Star Character Polls masculino realizado en 2016 por Anime Trending, elegido como Favorite Male Character en los Summer Anime Trending Awards de 2020 y en los Spring Anime Trending Awards de 2015, y Man of the Decade de la primera edición de los Decade Awards realizados por la misma encuestadora.El volumen 13 de la novela ligera ocupó el quinto puesto en la lista de mangas más vendidos de Japón en 2019. El tercer Blu-ray/DVD recopilatorio de la tercera temporada obtuvo más de 10 mil copias vendidas en su primera semana desde el lanzamiento

## Media

### Novela ligera
Yahari Ore no Seishun Love Come wa Machigatteiru comenzó a serializarse como novela ligera escrita por Wataru Watari y con ilustraciones de Ponkan8. El primer volumen fue publicado por la editorial Shogakukan en la revista Gagaga Bunko el 18 de marzo del 2011. La serie finalizó en el volumen 14.5, el cual fue publicado en Japón en abril de 2021.
Se publicaron 17 volúmenes en total, 14 volúmenes principales, y 3 historias extras.
Además, se publicaron 4 libros más titulados "Oregairu: Anthology" en 2020. Los dos primeros libros, titulados "Yukino Side" y "On Parade", se lanzaron en Japón el 18 de marzo de 2020, y el tercer y cuarto libro llamados "Yui Side" y "All Stars" se publicaron el 17 de abril.
Luego de la finalización de la obra, en la celebración del décimo aniversario de la franquicia se reveló que el nuevo proyecto titulado "Yahari Ore no Seishun Love Comedy wa Machigatteiru. Ketsu" se trata de una nueva novela ligera inspirada en la serie de cortos titulados A.N.O.T.H.E.R y se lanzaria en septiembre del 2021 bajo el sello de Gagaga la cual abarca la ruta de Yui. Esta serie contó con 2 volúmenes los cuales no forman parte de la historia original. 
Yahari Ore no Seishun Love Comedy wa Machigatteiru
| Volúmenes de novela ligera publicados | Volúmenes de novela ligera publicados | Volúmenes de novela ligera publicados                                      |
| Núm.                                  | Fecha de publicación                  | ISBN                                                                       |
| ------------------------------------- | ------------------------------------- | -------------------------------------------------------------------------- |
| 1                                     | 18 de marzo de 2011                   | ISBN 9784094512625                                                         |
| 2                                     | 20 de julio de 2011                   | ISBN 9784094512861                                                         |
| 3                                     | 18 de noviembre de 2011               | ISBN 9784094513042 (edición regular) ISBN 9784094513073 (edición limitada) |
| 4                                     | 16 de marzo de 2012                   | ISBN 9784094513325 (edición regular) ISBN 9784094513332 (edición limitada) |
| 5                                     | 18 de julio de 2012                   | ISBN 9784094513561                                                         |
| 6                                     | 20 de noviembre de 2012               | ISBN 9784094513806                                                         |
| 7                                     | 19 de marzo de 2013                   | ISBN 9784094514025 (edición regular) ISBN 9784094514032 (edición limitada) |
| 7.5                                   | 20 de agosto de 2013                  | ISBN 9784094514346                                                         |
| 8                                     | 19 de noviembre de 2013               | ISBN 9784094514513(edición regular) ISBN 9784094514537 (edición limitada)  |
| 9                                     | 18 de abril de 2014                   | ISBN 9784094514827                                                         |
| 6.5                                   | 22 de julio de 2014                   | ISBN 9784094515015 (edición regular) ISBN 9784094514537 (edición limitada) |
| 10                                    | 18 de noviembre de 2014               | ISBN 9784094515237                                                         |
| 10.5                                  | 18 de marzo de 2015                   | ISBN 9784094515428                                                         |
| 11                                    | 24 de junio de 2015                   | ISBN 9784094515589                                                         |
| 12                                    | 20 de septiembre de 2017              | ISBN 9784094516746                                                         |
| 13                                    | 20 de noviembre de 2018               | ISBN 9784094517620                                                         |
| 14                                    | 19 de noviembre de 2019               | ISBN 9784094517811                                                         |
| 14.5                                  | 20 de abril de 2021                   | ISBN 9784094530049                                                         |

Yahari Ore no Seishun Love Comedy wa Machigatteiru Ketsu
| Volúmenes de novela ligera publicados | Volúmenes de novela ligera publicados | Volúmenes de novela ligera publicados |
| Núm.                                  | Fecha de publicación                  | ISBN                                  |
| ------------------------------------- | ------------------------------------- | ------------------------------------- |
| 1                                     | 17 de septiembre de 2021              | ISBN 9784094530315                    |
| 2                                     | 17 de febrero de 2023                 | ISBN 9784094530612                    |

Oregairu: Anthology
| Volúmenes de novela ligera publicados | Volúmenes de novela ligera publicados | Volúmenes de novela ligera publicados |
| Núm.                                  | Fecha de publicación                  | ISBN                                  |
| ------------------------------------- | ------------------------------------- | ------------------------------------- |
| 01: Yukino Side                       | 18 de marzo de 2020                   | ISBN 9784094518351                    |
| 02: On Parade                         | 18 de marzo de 2020                   | ISBN 9784094518368                    |
| 03: Yui Side                          | 17 de abril de 2020                   | ISBN 9784094518450                    |
| 04: All Stars                         | 17 de abril de 2020                   | ISBN 9784094518467                    |

### CD Drama
Un CD drama, titulado Tatoeba Konna Birthday Song (たとえばこんなバースデーソング, subtitulado como "Birthday Song for you") fue lanzado con una edición especial de la tercera novela ligera el 18 de noviembre de 2011. El CD contiene un Character Song cantada por Saori Hayami y Nao Tōyama, titulado "Bright Generation" y compuesto por Yukari Hashimoto. Un segundo CD Drama, titulado Hikigaya Komachi no Keiryaku (比企谷小町の計略) se vendió junto con el primero en el puesto de Marvelous AQL en el Comiket 83, celebrado el 29, 30 y 31 de diciembre de 2012. Un tercer CD de drama, titulado Kanojotachi no, We Will Rock You (彼女 た ち の 、 う ぃ ー ・ う ぃ る ・ ろ っ く ・ ゆ ー ♡, subtitulado con "We will... We rock "you"!!"), se incluyó con la edición especial del séptimo volumen, publicada el 19 de marzo de 2013. El CD del drama contiene una canción del personaje de Hayami y Tōyama, titulada "Rock You !!" y compuesto y arreglado por Yūya Saitō. Un cuarto CD de drama, titulado "Sono Christmas Candle no Akari ga Yureru Toki..." (そ の ク リ ス マ ス キ ャ ン ド ル の 灯 が 揺 れ る 時 ……。), fue lanzado con la edición especial del volumen 6.5 el 22 de julio de 2014. El cuarto CD del drama también contiene una canción del personaje de Hayami y Tōyama, titulada "Kimi to Merry Christmas" (君 と Merry Christmas).

### Manga
La primera adaptación del manga es ilustrada por Rechi Kazuki y publicada por Square Enix bajo el título de Yahari Ore no Seishun Love Come wa Machigatteiru. -Monologue- (やはり俺の青春ラブコメはまちがっている。－妄言録－?). Su serialización comenzó en la revista Big Gangan el 25 de septiembre de 2012. La serie concluyó en la edición lanzada el 25 de julio de 2023. Se han publicado 22 volúmenes tankōbon en total. Una segunda serie, ilustrada por Naomichi Io y titulada Yahari Ore no Seishun Love Come wa Machigatteiru. @comic (やはり俺の青春ラブコメはまちがっている。＠comic?) comenzó a serializarse en la revista Monthly Sunday Gene-X de la editorial Shōgakukan. El primer capítulo fue publicado en la edición de la revista de enero de 2013, lanzada el 19 de diciembre de 2012. La serie concluyó en la edición de marzo de 2023 que se lanzó el 17 de febrero de 2023. Se han publicado 22 volúmenes tankōbon de esta serie en total. Una serie manga de 4 viñetas hecha por Yūta Taneda es publicada por Ichijinsha bajo el título de Yahari 4-koma demo Ore no Seishun Rabu Kome wa machigatteiru. (やはり4コマでも俺の青春ラブコメはまちがっている。?). Un capítulo de previsualización se publicó en la edición de mayo de 2013 de la revista Manga 4-koma Palette, lanzada el 22 de marzo de 2013, y el primer capítulo fue lanzado en la edición de junio de 2013, el 22 de abril de 2013. Un volumen tankōbon de la misma serie será lanzado el 22 de abril de 2014. Esta terminó el 22 de junio de 2015 y se recopiló en dos volúmenes. Un volumen de una antología hecha por varios autores fue publicada por Ichijinsha bajo su imprenta DNA Media Comics el 25 de mayo de 2013, y una segunda, el 25 de julio de 2013.

#### Yahari Ore no Seishun Love Come wa Machigatteiru. -Monologue-
| Volúmenes de manga publicados | Volúmenes de manga publicados | Volúmenes de manga publicados |
| Número                        | Fecha de publicación          | ISBN                          |
| ----------------------------- | ----------------------------- | ----------------------------- |
| 1                             | 19 de marzo de 2013           | ISBN 978-4-7575-3925-9        |
| 2                             | 20 de agosto de 2013          | ISBN 978-4-7575-4031-6        |
| 3                             | 25 de diciembre de 2013       | ISBN 978-4-7575-4193-1        |
| 4                             | 24 de mayo de 2014            | ISBN 978-4-7575-4318-8        |
| 5                             | 18 de noviembre de 2014       | ISBN 978-4-7575-4466-6        |
| 6                             | 18 de marzo de 2015           | ISBN 978-4-7575-4581-6        |
| 7                             | 18 de junio de 2015           | ISBN 978-4-7575-4663-9        |
| 8                             | 25 de diciembre de 2015       | ISBN 978-4-7575-4845-9        |
| 9                             | 25 de julio de 2016           | ISBN 978-4-7575-5062-9        |
| 10                            | 25 de enero de 2017           | ISBN 978-4-7575-5226-5        |
| 11                            | 25 de junio de 2017           | ISBN 978-4-7575-5456-6        |
| 12                            | 24 de marzo de 2018           | ISBN 978-4-7575-5675-1        |
| 13                            | 25 de marzo de 2019           | ISBN 978-4-7575-5897-7        |
| 14                            | 25 de junio de 2019           | ISBN 978-4-7575-6174-8        |
| 15                            | 25 de noviembre de 2019       | ISBN 978-4-7575-6359-9        |
| 16                            | 25 de marzo de 2020           | ISBN 978-4-7575-6578-4        |
| 17                            | 22 de julio de 2020           | ISBN 978-4-7575-6714-6        |
| 18                            | 25 de enero de 2021           | ISBN 978-4-7575-7052-8        |
| 19                            | 26 de julio de 2021           | ISBN 978-4-7575-7380-2        |
| 20                            | 25 de marzo de 2022           | ISBN 978-4-7575-7841-8        |
| 21                            | 25 de noviembre de 2022       | ISBN 978-4-7575-8272-9        |
| 22                            | 25 de julio de 2023           | ISBN 978-4-7575-8693-2        |

#### Yahari Ore no Seishun Love Come wa Machigatteiru. @comic
| Volúmenes de manga publicados | Volúmenes de manga publicados | Volúmenes de manga publicados |
| Número                        | Fecha de publicación          | ISBN                          |
| ----------------------------- | ----------------------------- | ----------------------------- |
| 1                             | 17 de mayo de 2013            | ISBN 978-4-09-157349-0        |
| 2                             | 19 de noviembre de 2013       | ISBN 978-4-09-157362-9        |
| 3                             | 19 de mayo de 2014            | ISBN 978-4-09-157377-3        |
| 4                             | 19 de noviembre de 2014       | ISBN 978-4-09-157396-4        |
| 5                             | 19 de mayo de 2015            | ISBN 978-4-09-157417-6        |
| 6                             | 21 de noviembre de 2015       | ISBN 978-4-09-157430-5        |
| 7                             | 17 de junio de 2016           | ISBN 978-4-09-157450-3        |
| 8                             | 18 de noviembre de 2016       | ISBN 978-4-09-157464-0        |
| 9                             | 19 de mayo de 2017            | ISBN 978-4-09-157486-2        |
| 10                            | 17 de noviembre de 2017       | ISBN 978-4-09-157506-7        |
| 11                            | 18 de mayo de 2018            | ISBN 978-4-09-157525-8        |
| 12                            | 19 de noviembre de 2018       | ISBN 978-4-09-157550-0        |
| 13                            | 19 de abril de 2019           | ISBN 978-4-09-157563-0        |
| 14                            | 19 de noviembre de 2019       | ISBN 978-4-09-157581-4        |
| 15                            | 19 de marzo de 2020           | ISBN 978-4-09-157592-0        |
| 16                            | 18 de septiembre de 2020      | ISBN 978-4-09-157606-4        |
| 17                            | 19 de febrero de 2021         | ISBN 978-4-09-157623-1        |
| 18                            | 19 de julio de 2021           | ISBN 978-4-09-157642-2        |
| 19                            | 17 de diciembre de 2021       | ISBN 978-4-09-157664-4        |
| 20                            | 19 de mayo de 2022            | ISBN 978-4-09-157679-8        |
| 21                            | 19 de octubre de 2022         | ISBN 978-4-09-157691-0        |
| 22                            | 18 de abril de 2023           | ISBN 978-4-09-157750-4        |

### Anime
Una serie de anime de 13 episodios, dirigida por Ai Yoshimura y producida por Brain's Base fue emitida entre el 5 de abril y el 21 de junio de 2013, y un episodio extra escrito por Wataru Watari fue emitido después de la serie el 28 de junio de 2013. La serie fue transmitida simultáneamente con subtítulos en inglés por Crunchyroll. El opening es "Yukitoki" (ユキトキ?), interpretado por Nagi Yanagi, y el ending es "Hello Alone", interpretado por Saori Hayami y Nao Tōyama. El anime ha sido licenciado por Sentai Filmworks en América del Norte y por Madman Entertainment en Australia. El tema "Bitter Bitter Sweet", interpretado por Saori Hayami y Nao Tōyama es el que se escucha durante el duodécimo episodio.
Una segunda temporada fue anunciada por Shōgakukan en 2014. Esta temporada fue titulada "Yahari Ore no Seishun Love Come wa Machigatteiru. Zoku", fue producida por Feel y dirigida por Kei Oikawa, con diseños de personajes de Yuichi Tanaka y la composición de la serie hecha por Shōtarō Suga. La segunda temporada del anime también contó con 13 episodios, comenzó a emitirse el 3 de abril de 2015 y finalizó el 26 de junio del 2015. Fue dirigida por Kei Oikawa y escrita por Shōtarō Suga, la serie constó de 13 capítulos. El opening es "Harumodoki" (春擬き?) por Nagi Yanagi, y el ending fue "Everyday World" (エブリデイワールド?), interpretado por Saori Hayami y Nao Tōyama. La segunda temporada fue licenciada por Sentai Filmworks. El tema "Bitter Bitter Sweet", fue nuevamente escuchado en el primer episodio.
La tercera temporada fue anunciada por Shōgakukan el 18 de marzo de 2019. En la revista Monthly Sunday Gene-X fue donde se anunció que esta serie contará con una tercera temporada planeada estrenarse en 2020. El estudio Feel volvió nuevamente a animar esta temporada,con Kei Oikawa regresando como director, Keiichirō Ōchi reemplazando a Shōtarō Suga como compositor de la serie, y Yuichi Tanaka regresando como diseñador de personajes. Esta temporada fue titulada "Yahari Ore no Seishun Love Come wa Machigatteiru. Kan" la cual tenía previsto su estrenó el 9 de abril de 2020, pero debido a la pandemia de COVID-19, el 7 de abril de 2020 se anunció vía Twitter su posposición para julio de 2020. Más adelante, la página oficial comunicó mediante un segundo video promocional la fecha de lanzamiento para el 9 de julio de 2020 a través de la plataforma Prime Video. Además, también se hizo el anuncio de que Prime Video licenciará las dos temporadas anteriores.El opening es "Megumi no Ame" (芽ぐみの雨?) interpretado por Nagi Yanagi, y el ending fue "Diamond no Jundo" (ダイヤモンドの純度 Daiyamondo no Jundo?) interpretado por Yukino Yukinoshita (Saori Hayami) y Yui Yuigahama (Nao Tōyama). Sentai Filmworks licenció la tercera temporada a nivel mundial y la transmitió en HIDIVE, excluyendo Asia.Esta temporada se transmitió en simulcast con Japón por Crunchyroll para Latinoamérica.Los temas “Yukitoki” y “Harumodoki”, fueron nuevamente escuchados (de manera breve) en el duodécimo episodio.
El 3 de mayo de 2024, Crunchyroll retiró 16 títulos de su catálogo, entre ellos las primeras dos temporadas de My Teen Romantic Comedy SNAFU, debido al vencimiento de la sublicencia proporcionada por Sentai Filmworks.

### OVAS
El primer OVA que venía en un Blu-ray fue incluido con la edición limitada del videojuego, lanzado el 19 de septiembre de 2013. El segundo OVA fue incluido con la edición limitada del segundo juego de vídeo, que fue lanzado el 27 de octubre de 2016. El tercer OVA fue incluido con la edición limitada del tercer videojuego, exclusivo para las versiones de Nintendo Switch y PlayStation 4.
| N.º | Título | Estreno                  |
| --- | --- | ------------------------ |
| 1 | No tengo más opción que esperar a que sean felices con su futuro. "Kochira Toshite mo Karera Kanojora no Yukusue ni Sachiōkaran Koto o Negawazaru o Enai." | 19 de septiembre de 2013 |
| Adaptación de la historia corta presente en el volumen 7.5. Una mañana, Hachiman reflexiona sobre la verdadera naturaleza del matrimonio y llega a la conclusión de que la gente inevitablemente se engaña a sí misma al pensar que los hace felices. Más tarde, la Srta. Shizuka encarga al Club de Servicio la redacción de artículos para su envío a una revista municipal local, que detalla cómo los adolescentes contemporáneos ven la institución del matrimonio. El Club de Servicio acepta la solicitud y después de una lluvia de ideas sobre investigación, deciden redactar algunas encuestas y tomar una muestra de las personas que permanecen en la escuela. Sin embargo, los resultados solo enfatizan aún más la inexperiencia de sus compañeros y Yukino decide pedir ayuda a Komachi, después de deducir que cuidar a Hachiman sería lo mismo que un matrimonio. Komachi llega y sugiere que reenfoquen la investigación sobre los rasgos de una buena ama de casa y luego haga que Yukino, Yui, Shizuka y ella extraigan información de varios concursos, incluyendo muestras de habilidades culinarias, reacciones a escenarios hipotéticos y un concurso de vestidos de novia. | |                          |
| 2 | Estoy seguro, las chicas están hechas de azúcar, especias y algo agradable. "Kitto, Onna no Ko wa Osatō to Spice to Suteki na Nanika de Dekiteiru."        | 27 de octubre de 2016    |
| Adaptación de eventos presentes en el volumen 10.5. Hachiman es arrastrado a una cita por Iroha, usando como excusas una petición designada al Consejo Estudiantil y sus intenciones románticas con Hayato. Luego de ver una foto entre ellos y entender que su salida fue "divertida", Yui y Yukino también deciden experimentar y tienen una cita con Hachiman. | |                          |
| 3 | Por lo tanto, la adolescencia nunca termina, la juventud continúa. "Dakara, Shishunki wa Owarazu ni, Seishun wa Tsuzuiteiku."                              | 27 de abril de 2023      |
| Una adaptación parcial de los eventos presentes en el volumen 14.5, Shin. Hachiman es invitado a una cena familiar por Yukino, donde se desarrollan interacciones torpes entre ambas partes. La trama secundaria trata sobre Yui, quien alentada de manera peculiar por Iroha y Komachi, decide también tener una cita con Hachiman, nuevamente visitando los lugares presentes en el final de la segunda temporada. | |                          |

### Videojuego
Un videojuego para PlayStation Vita, titulado Yahari Game demo Ore no Seishun Rabu Kome wa Machigatteiru. (やはりゲームでも俺の青春ラブコメはまちがっている。 lit. "Mi comedia romántica juvenil está mal como esperaba."?) fue publicado por 5pb. y lanzado el 19 de septiembre de 2013. Takuya Eguchi, Saori Hayami, y Nao Tōyama retomaron sus roles originales del anime. La edición limitada venía con un OVA del anime. 5pb. desarrolló un segundo videojuego para la serie para PlayStation Vita que adaptó la segunda temporada de anime. Fue lanzado el 27 de octubre de 2016. Al igual que el primer juego, la edición limitada se incluyó con un episodio de OVA. La fecha de lanzamiento del segundo juego se pospuso del 28 de julio de 2016 al 27 de octubre de 2016 el 14 de junio de 2016. En el evento "OreGairu Fes. -FINAL-" se anuncia un nuevo videojuego de la franquicia llamado Yahari Game Demo Ore no Seishun Love Come wa Machigatteiru. Kan el cual fue desarrollado para PlayStation Vita y Nintendo Switch. Fue lanzado el 27 de abril del 2023. Al igual que el primer y segundo juego, con la edición limitada se incluyó un episodio de OVA y a diferencia de las otras también se incluyó una ilustración de Ponkan8.